# باز رنگارنگ
باز رنگارنگ (نام علمی: Geranoaetus polyosoma) نام یک گونه از سرده بازعقاب‌های درنایی است.